# Alopecosa beckeri
Alopecosa beckeri là một loài nhện trong họ Lycosidae.
Loài này thuộc chi Alopecosa. Alopecosa beckeri được Tord Tamerlan Teodor Thorell miêu tả năm 1875.